# San José de la Barranca
San José de la Barranca är en ort i Mexiko.   Den ligger i kommunen San Francisco del Rincón och delstaten Guanajuato, i den centrala delen av landet, 300 km nordväst om huvudstaden Mexico City. San José de la Barranca ligger 1 806 meter över havet och antalet invånare är 284.
Terrängen runt San José de la Barranca är en högslätt. Runt San José de la Barranca är det mycket tätbefolkat, med 1 135 invånare per kvadratkilometer. Närmaste större samhälle är San Francisco del Rincón, 10,5 km nordväst om San José de la Barranca. Trakten runt San José de la Barranca består till största delen av jordbruksmark.